# 立川目駅
立川目駅（たてかわめえき）は、岩手県北上市和賀町立川目にある、東日本旅客鉄道（JR東日本）北上線の駅である。
駅名と異なり、周辺の地名は「竪川目」と表記する。

## 歴史
- 1963年（昭和38年）5月15日：日本国有鉄道（国鉄）の駅として新設[2][3]。気動車の旅客のみ取扱う無人駅[4]。
- 1987年（昭和62年）4月1日：国鉄分割民営化に伴い、JR東日本の駅となる[2]。
- 2024年（令和6年）10月1日：えきねっとQチケのサービスを開始[1][5]。

## 駅構造
単式ホーム1面1線を有する地上駅である。なお、北上駅管理の無人駅である。

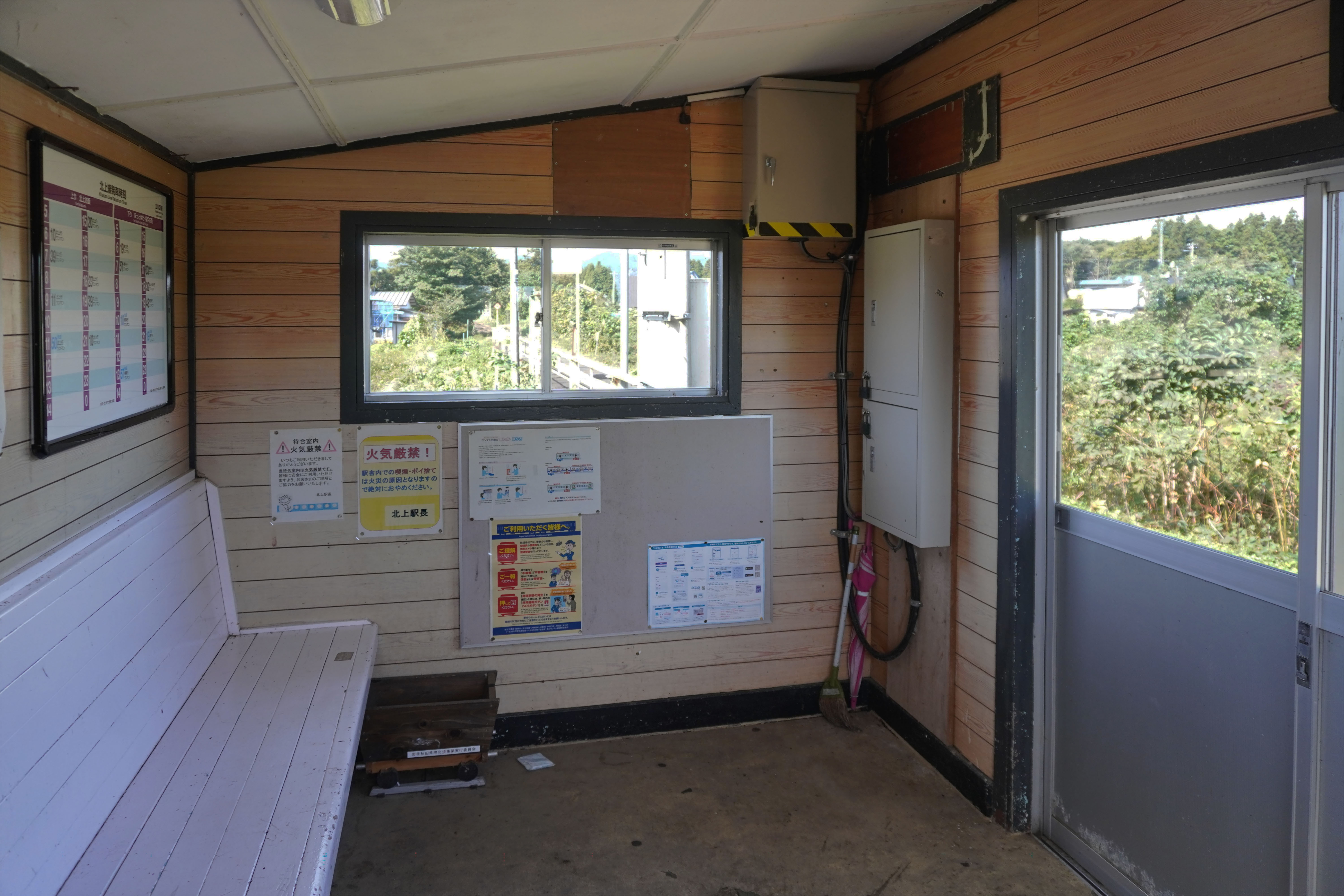
待合室（2023年10月）
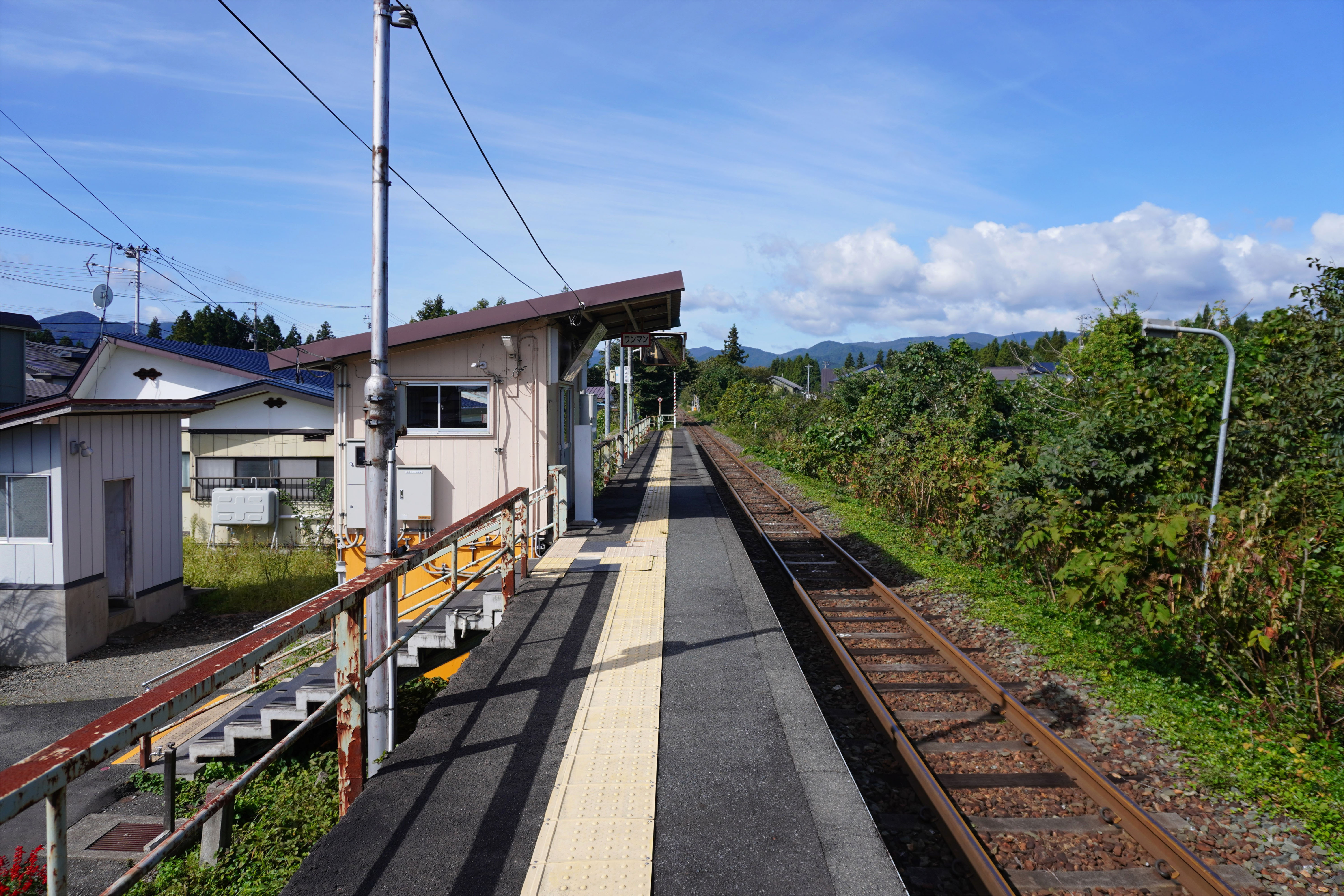
ホーム（2023年10月）

## 駅周辺
- 竪川目簡易郵便局
- 和泉式部墓
- 県道103号花巻和賀線
- 県道225号北上和賀線
- 国道107号
- 竪川目工業団地
- 和賀川

## 隣の駅
東日本旅客鉄道（JR東日本）
■北上線
□快速・■普通
藤根駅 - 立川目駅 - 横川目駅